# Association France-URSS
L’association France-URSS est une association créée en janvier 1945 à Paris et dissoute en février 1992, qui avait pour but de promouvoir la coopération entre la France et d'Union soviétique. Elle succédait à l'association « Les Amis de l'Union soviétique », créée en 1928.

## Histoire

### Les Amis de l'Union soviétique (1928-1939)

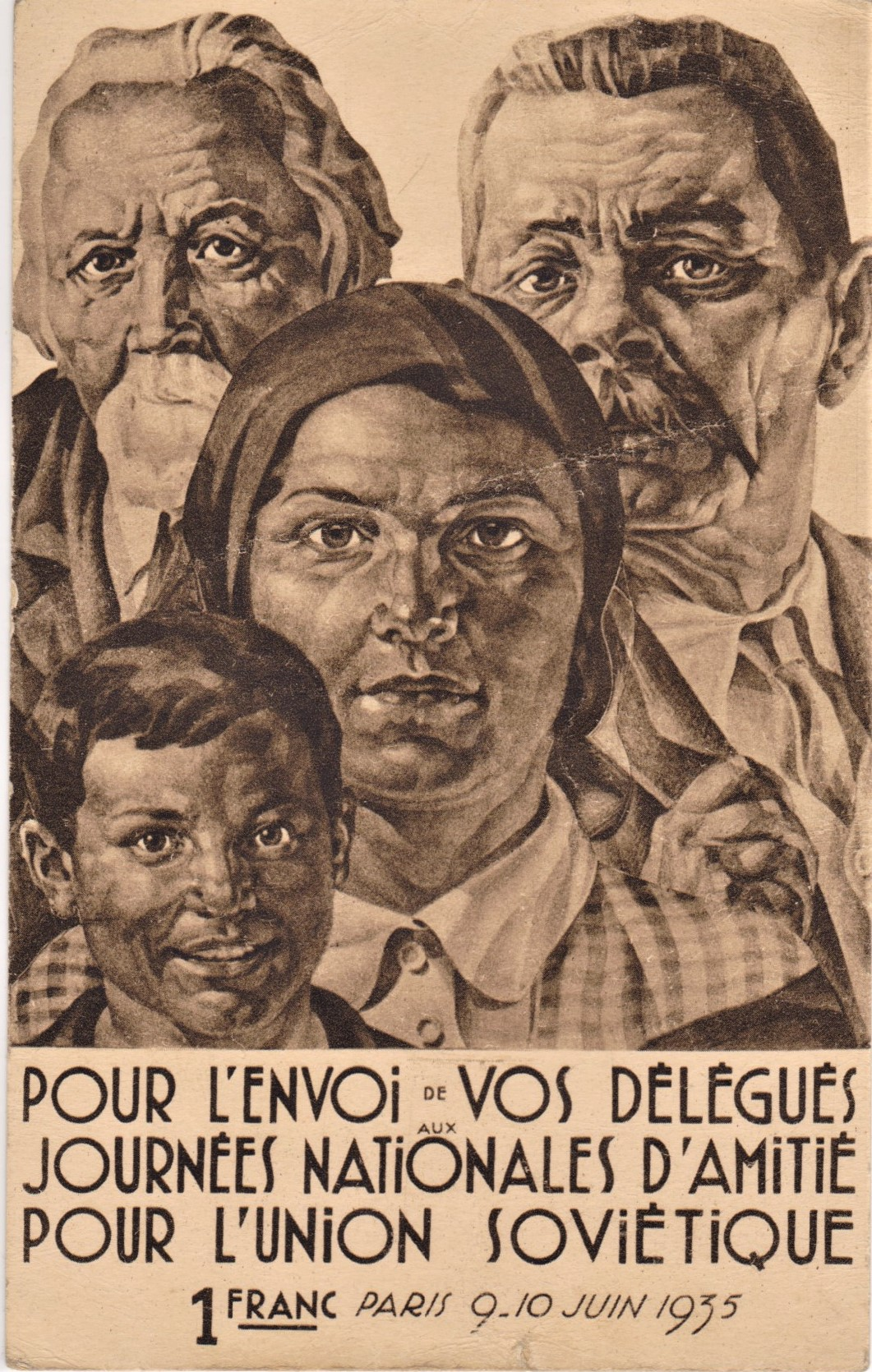
Carte postale éditée en soutien des Journées nationales d'amitié pour l'Union soviétique des 9-10 juin 1935.

L'« association des amis de l’Union soviétique (d) » (AUS) est créée en janvier 1928 à la suite de l'envoi d'une forte délégation française (180 personnes dont une majorité de « sans parti ») à Moscou lors des cérémonies célébrant le 10e anniversaire de la Révolution d'Octobre. L'association, à l'instar de celles qui se créent dans plusieurs autres pays (États-Unis, Angleterre,  Allemagne, Belgique, Tchécoslovaquie, Suède, etc.), entreprend en France une vaste campagne de popularisation des réalisations de l'Union soviétique. Elle regrouperait 25 000 adhérents à la fin de l'année 1928 et diffuse une revue mensuelle, Appel des Soviets. Parmi ses animateurs figurent des communistes, tels Henri Barbusse, Paul Vaillant-Couturier, mais aussi des personnalités telles l'architecte Francis Jourdain, la féministe et pacifiste Gabrielle Duchêne, le leader anarchiste André Colomer ou encore le dirigeant de la fédération socialiste du Nord Pierre Canonne.
Pourtant dès 1929 l'association périclite, en raison de « l'étroitesse politique » dans laquelle la conduit la ligne communiste d'alors. Elle reprend consistance après 1932 avec l'accession de Fernand Grenier à la fonction de secrétaire général à laquelle il demeure jusqu'en 1939. Henri Barbusse puis Romain Rolland en assument une présidence honorifique. En janvier 1933 paraît une nouvelle revue mensuelle, Russie d'aujourd'hui, sous la direction de Jean Lurçat. Dès lors l'expansion des Amis de l'Union soviétique accompagne celle du Front populaire. De 17 000 adhérents en 1934, elle serait passée à 80 000 adhérents en novembre 1938. À cette date Russie d'aujourd'hui tirerait à 97 000 exemplaires.
Parmi les événements qui marquent son existence figurent l'organisation en juin 1935 et octobre 1937 de « Journées nationales d'amitié avec l'Union soviétique », qui permettent de mettre en relief une participation de nombreuses personnalités du monde culturel et politique. Ainsi en sont cités parmi les participants à l'une ou à l'autre : Louis Aragon, Jean-Richard Bloch, Jean Cassou, André Chamson, Luc Durtain, Jean Guéhenno, Louis Guilloux, André Malraux, Louis Martin-Chauffier, Tristan Tzara, Charles Vildrac, André Wurmser, Georges Auric, Arthur Honegger, Paul Langevin, Frédéric Joliot-Curie, Jean Perrin, René Clair, Pierre Cot, Édouard Herriot, Henri Sellier, Jean Zyromski, etc.

### La naissance de France-URSS, janvier 1945

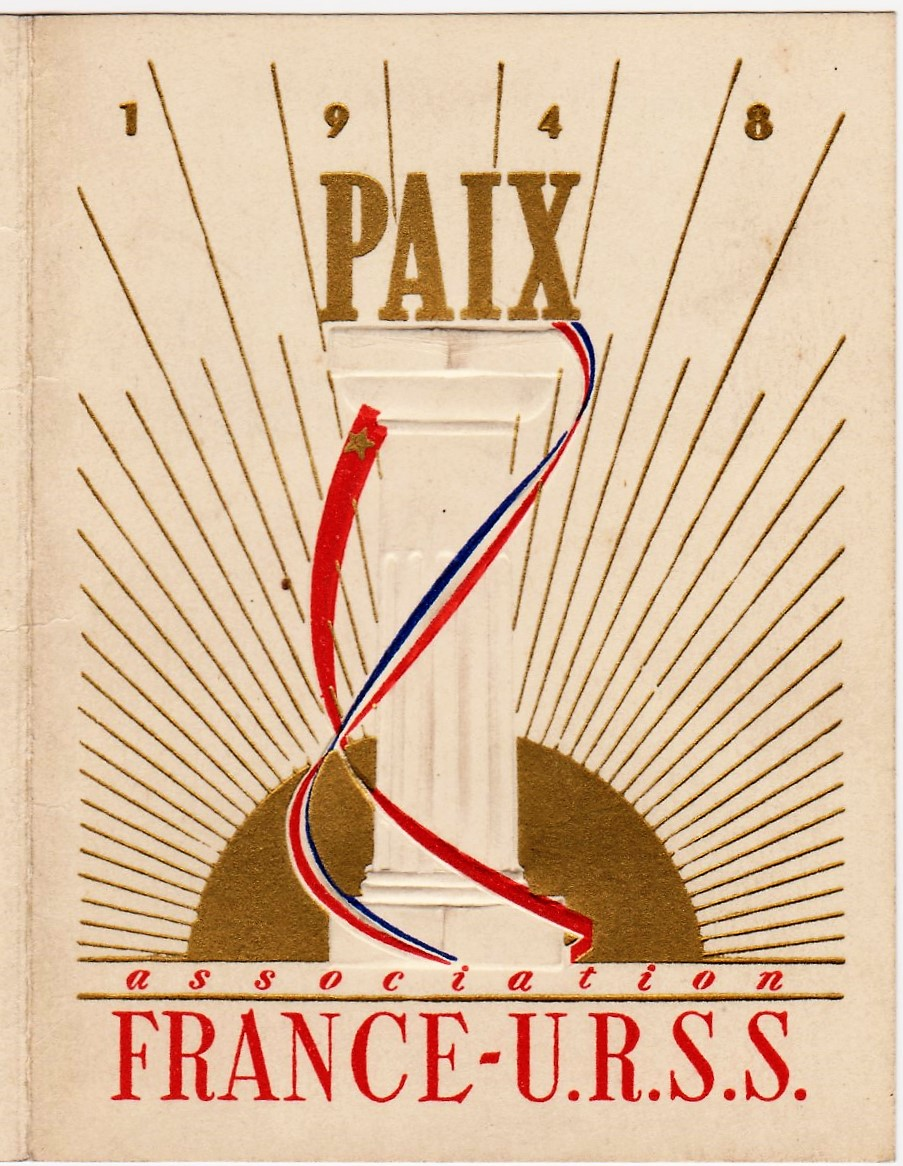
Carte d'adhérent à l'association France-URSS pour l'année 1948.

Les Amis de l'Union soviétique et la revue Russie d'aujourd'hui partagent la ligne et le sort des organisations communistes et assimilées en septembre 1939. Fernand Grenier est mobilisé. Le secrétaire national adjoint, Gaston Aubert, arrêté par deux fois, déporté à Auschwitz en 1942, est tué en avril 1945 au camp de Ravensbrück. « Il n'est plus possible de maintenir l'embryon d'organisation (...) disloquée par la guerre » constate Fernand Grenier. Ce n'est qu'en août 1944 que celui-ci, rentrant d'Alger, reprend contact avec d'anciens militants de AUS. Décision est prise « d'appeler un certain nombre de personnalités à faire partie d'un Comité d'initiative pour lancer France-URSS ». Le changement d'appellation de l'association n'est pas expliqué par les témoignages, mais il traduit la volonté d'élargir son audience au delà des « Amis » traditionnels, communistes et sympathisants, à la mesure du prestige acquis par l'Union soviétique au cours de la Seconde Guerre mondiale. En novembre 1944, un appel est lancé aux « Français et Françaises » par une centaine de personnalités constituées en « Comité d'initiative de France-URSS ». Exprimant sa « gratitude envers la tenace Angleterre et les États-Unis d'Amérique », il souligne les sacrifices gigantesques de l'URSS au cours des combats, dont la victoire de  Stalingrad est le symbole. Puis il précise :
« France-URSS n'a pas d'autres ambitions que de travailler à maintenir la traditionnelle amitié franco-russe. [...] France-URSS se défend d'intervenir dans la politique intérieure de chaque pays. [...] France-URSS veut faciliter les échanges de toute nature entre les milieux économiques, artistiques, scientifiques d'ici et de là-bas. [...] France-URSS s'emploiera à organiser à Moscou comme à Paris des conférences, des voyages d'études. [...] France URSS se place en dehors des groupements politiques. Elle fait appel à tous les Français et à toutes les Françaises quelles que soient leurs convictions politiques ou leurs croyances religieuses. »
Se déroulant après la négociation à Moscou le 10 décembre 1944 par le général de Gaulle et Joseph Staline d'un traité d'alliance et d'assistance mutuelle entre la France et l'URSS, le premier congrès de France-URSS a lieu les 13 et 14 janvier 1945 à la Maison de la chimie à Paris, expression de 500 comités locaux constitués et de 70 000 adhérents, en présence de Bogomolov, ambassadeur d'URSS en France et du directeur de cabinet de Georges Bidault, ministre des Affaires étrangères. Une direction nationale est élue, placée sous la présidence de Paul Langevin. Le vice-président est l'ancien dirigeant des AUS, Fernand Grenier. Le secrétaire général est, lui aussi, un ancien militant des AUS, Camille Pailleret.
En avril 1946, l'association annonce 200 000 adhérents. La diffusion de sa revue mensuelle, France-URSS magazine serait de 160 000 exemplaires.

## Objectif
Elle avait pour but de « favoriser, dans l’intérêt de la nation et de la paix, la connaissance mutuelle et la coopération amicale des deux pays ».
L'association a été parfois taxée de crypto-communisme, bien que de nombreux courants de pensée aient été représentés à la présidence nationale.

## Actions
L’association organisait des voyages touristiques et professionnels à destination de l’URSS et recevait touristes et délégations soviétiques.
Elle promouvait également des jumelages entre villes (une soixantaine environ). 
Par ailleurs, l’association encourageait la promotion de l’enseignement de la langue russe en France (cours du soir) et de la culture soviétique (expositions, cinéma...).
De nombreuses publications ont été éditées par l'association, dont un mensuel, France - URSS - magazine.

### Exemple: le sommaire d'un numéro de 1951
Dans le numéro 67 (mars 1951) de la revue France-URSS, on pouvait trouver notamment les articles et rubriques suivants :
- Notre point de vue : « Politique Krupp » et politique de paix (à propos de la libération par les Américains de l'industriel allemand Alfred Krupp)
- La Commune de Paris (à l'occasion de son 80e anniversaire)
- La première usine-automate est née à Moscou (usine de pistons pour moteurs automobiles), avec un encart expliquant qu'« en URSS, le machinisme ne crée pas de chômage », grâce à la planification
- Témoignage de Louise Mamiac, retour d'URSS : Quelle femme, quelle maman française n'envierait ses sœurs soviétiques ?
- Dossier sur la Kazakhie (après la République carélo-finnoise et l'Ouzbékistan)
- Comment l'URSS aide les démocraties nouvelles (Roumanie, Hongrie, Chine...)
- Rapport sur l'intervention de Fernand Grenier à l'Assemblée nationale, opposé au ministre de l'Intérieur Henri Queuille, à propos de l'interdiction d'entrée en France de certaines revues soviétiques
- Rubrique théâtrale (La Tragédie optimiste, de Vichnevsky, au théâtre Verlaine à Paris)
- L'avancement des travaux du canal Volga-Don
- L'URSS expose au Salon de la machine agricole, porte de Versailles à Paris.
- Humour soviétique, concours d'abonnements, résultats de la tombola (les prix étaient essentiellement des objets d'artisanat en provenance d'URSS)
- En supplément : déclarations du maréchal Staline (à la Pravda) sur la situation internationale.

## Personnalités membres

### Le comité d'initiative de France-URSS (1944)
Les membres de ce comité d'initiative national font partie de la direction élue lors du 1er congrès en janvier 1945. Présences plus théoriques qu'effectives, elles témoignent de l'audience de l'association.
- En voici quelques noms[13] : Louis Aragon, Eugène Aubel, professeur à la faculté des sciences, Georges Auric, Albert Bayet, président de la Fédération de la presse, Julien Bertheau, Marcel Cachin, sénateur, Jean Cassou, Jacques Chapelon, professeur à l'École polytechnique, Pierre Cot, député, ancien ministre, docteur Jean Dalsace, Louis Daquin, secrétaire du Comité de libération du cinéma, Jacques Debû-Bridel, directeur de Front national, Lise Delamare, Roger Désormière, Jean Effel, Paul Éluard, Benoît Frachon, secrétaire de la CGT, Félix Gouin, président de l'Assemblée consultative provisoire, René Grousset, conservateur du musée Guimet, Fernand Grenier, député, ancien ministre, Gaston Haelling, directeur honoraire du port de Strasbourg, Frédéric Joliot-Curie, membre de l'Institut, Francis Jourdain, architecte, Paul Langevin, membre de l'Institut, Jean Lurçat, André Lurçat, architecte, Albert Marquet, Pierre Massé, ingénieur des ponts-et-chaussées, René Maublanc, professeur agrégé de philosophie, François Mauriac, de l'Académie française, André Mazon, professeur au Collège de France, Claude Morgan, André Mornet, président honoraire de la Cour de cassation, Charles Munch, Paul Pelliot, professeur au Collège de France, Francis Poulenc, Pauline Ramart, professeur à la faculté des sciences, le docteur Pierre Rouquès, du ministère de la Santé, Louis Saillant, président du CNR, Armand Salacrou, Georges Tessier, professeur à la faculté des sciences, Édith Thomas, Charles Vildrac, Pierre Villon, secrétaire du Front national, Henri Wallon, professeur au Collège de France, André Wurmser, président de la Fédération de la presse de province, etc.

### Les présidents
L'association est dirigée par un président (nommé « président-délégué » à partir de 1956), assisté selon les périodes, d'un ou de plusieurs vice-présidents (ou présidents délégué-adjoint) et d'un secrétaire général :
- 1945-1946 : Paul Langevin. Vice-président : Fernand Grenier[14]. Secrétaire général : Camille Pailleret[11] (1945-1954).
- 1947-1954 : Frédéric Joliot-Curie[15].
- 1954-1970 : Ernest Petit[16]. Secrétaire général : Raymond Treppo[17] (1954-1959), puis Jean Cazalbou[18] (1959-1962), et Raymond Roussat (1962-1981).
- 1970-1973 : André Blumel[19]. Président-délégué adjoint : Guy Desson.
- 1973-1980 : Guy Desson.
- à partir de 1980 : Madeleine Guilbert[20]. Secrétaire général : Raphael Vahé[21] (1980-1992).

### Membres de la présidence
La présidence de l'association est formellement collective depuis 1959 (9e congrès, Paris, 1-3 mars 1959). Elle est composée d'un vingtaine de membres et affiche, implicitement, une représentativité de la diversité sociale, politique et idéologique de l'association, voulue dès sa fondation en 1945.
Ainsi le 10e congrès de l'association, qui se tient à Nice en juin 1962 élit la direction suivante,:
Général Ernest Petit, sénateur, président délégué, André Blumel, avocat à la Cour, René Capitant, ancien ministre, Eugénie Cotton, directrice honoraire de l'École normale supérieure de Sèvres, Émile Labeyrie, gouverneur honoraire de la Banque de France, professeur Antoine Lacassagne, directeur honoraire de l'Institut du radium, Alain Le Leap, Monique Paris, secrétaire de la Fédération des métaux CGT, André Pierrard, ancien député, Roger Portal, professeur à la Sorbonne, vice-président de l'Institut des études slaves, Raymond Schmittlein, député (et président du groupe UNR à l'Assemblée nationale, précise Le Monde), Vercors, écrivain. Raymond Roussat est élu secrétaire général.
En 1973, à la suite du 13e congrès, tenu à Royan la présidence est celle-ci : André Armengaud, sénateur, Louis Baillot, député, Alain Decaux, historien, Maurice Dejean, ambassadeur, Guy Desson, député honoraire, Claude Estier, journaliste, Christiane Gilles, syndicaliste, Madeleine Guilbert, maître de recherches au CNRS, Léo Hamon, professeur de faculté de Droit, Gérard Jaquet, ancien ministre, André Jeanson, ex-président de la CFDT, Louis Joxe, député, Dr Marie-Andrée Lagroua Weil-Hallé, Armand Lanoux, membre de l'Académie Goncourt, Roland Leroy, député, Raymond Marquié, chef de la mission de rapatriement en URSS de 1945-1948, Roger Portal, professeur à la Sorbonne, Général Pouyade, ancien commandant régiment Normandie-Niémen, Raymond Schmittlein, ancien ministre, Henri Spade, auteur, réalisateur de télévision, Marina Vlady, artiste dramatique. Le secrétaire général est Raymond Roussat, assisté d'une adjointe, Monique Paris, syndicaliste. La présidence élit elle-même le président délégué de l'association, Guy Desson.
En 1990, la présidence est constituée ainsi : Yves Arcadias, syndicaliste, Claude Arnaud, ambassadeur de France, Louis Baillot, député), Jean Battut, Jean-Claude Casadesus, chef d'orchestre, Frédéric Coste, directeur de radio, Jean-Loup Chrétien, cosmonaute, Claude Estier, Johannès Galland, syndicaliste, Georges Gorse, ancien ministre, Madeleine Guilbert, Léo Hamon, Gérard Jaquet, Charles Latil, Marie Lavigne, Roland Leroy, directeur de L'Humanité, François Luchaire, ancien membre du Conseil constitutionnel), Robert Mallet, Raymond Marquié, Henri Noguères, Raymond Offroy, ambassadeur de France, Pierre Pineau, Jean Poczobut, directeur de la Préparation olympique, Roger Cousin, Raymond Roussat, Henri Spade.

### Autres adhérents célèbres
- Jean-Paul Sartre (vice-président, de 1954 à 1956)
- Jean-Louis Bory, Michel Piccoli (membre de la présidence de 1970 à 1973)

## Sources
- Les archives de l'association sont conservées aux Archives nationales sous la cote 88 AS[29].

#### Témoignages
- Fernand Grenier, Ce bonheur là..., éditions sociales, Paris, 1974 (préface de Jacques Duclos), 349 p. Un fort chapitre (60 pages) est consacré aux AUS, dont Fernand Grenier a été le secrétaire. Ce livre de souvenirs s'arrête quasiment en 1939.
- Georges Martin, France-URSS, 1945-1992 : histoire d'une grande association de connaissance, d'échanges et d'amitié, France-Russie-CEI, Saint-Martin-d'Hères, 2002, 255 p.

#### Études historiques
- Fred Kupferman, Au pays des Soviets. Le voyage français en Union soviétique 1917-1939, coll. Archives, Gallimard-Julliard, Paris, 1979
- Sophie Cœuré, La grande lueur à l'Est. Les Français et l'Union soviétique 1917-1939, Seuil, 1999, 359 p.  (ISBN 2-02-029629-2)
- Rachel Mazuy, Croire plutôt que voir ? Voyages en Russie soviétique (1919-1939), Odile Jacob, Paris, 2002, 369 p.  (ISBN 2-7381-1153-X)
- Rachel Mazuy, L'Association française des Amis de l'Union soviétique : une organisation de masse du Parti communiste français de 1927 à 1939, mémoire pour la maîtrise d'histoire sous la direction de Jean-Jacques Becker et Danièle Zeraffa, Université de Paris X, 1988, 425 p.
- Rachel Mazuy, « Le tourisme idéologique en Union soviétique », Relations internationales (numéro spécial « Tourisme et relations internationales », été 2000.
- Sophie Cœuré, Rachel Mazuy, Cousu de fil rouge. Voyages des intellectuels français en Union soviétique, CNRS éditions, Paris 2012, 379 p.  (ISBN 978-2-271-07305-1). « 150 documents inédits des Archives russe », dont plusieurs sont relatifs à France-URSS entre 1944 et 1952.
- Élisabeth Siéca, France-URSS : le rôle d'une association d'amitiés dans les relations franco-soviétiques. 1944-1956, mémoire de maîtrise de sociologie sous la direction d'Annie Kriegel, université Paris X, 1987 (conservée aux archives départementales des Yvelines).